# Latarnia morska Tater Du

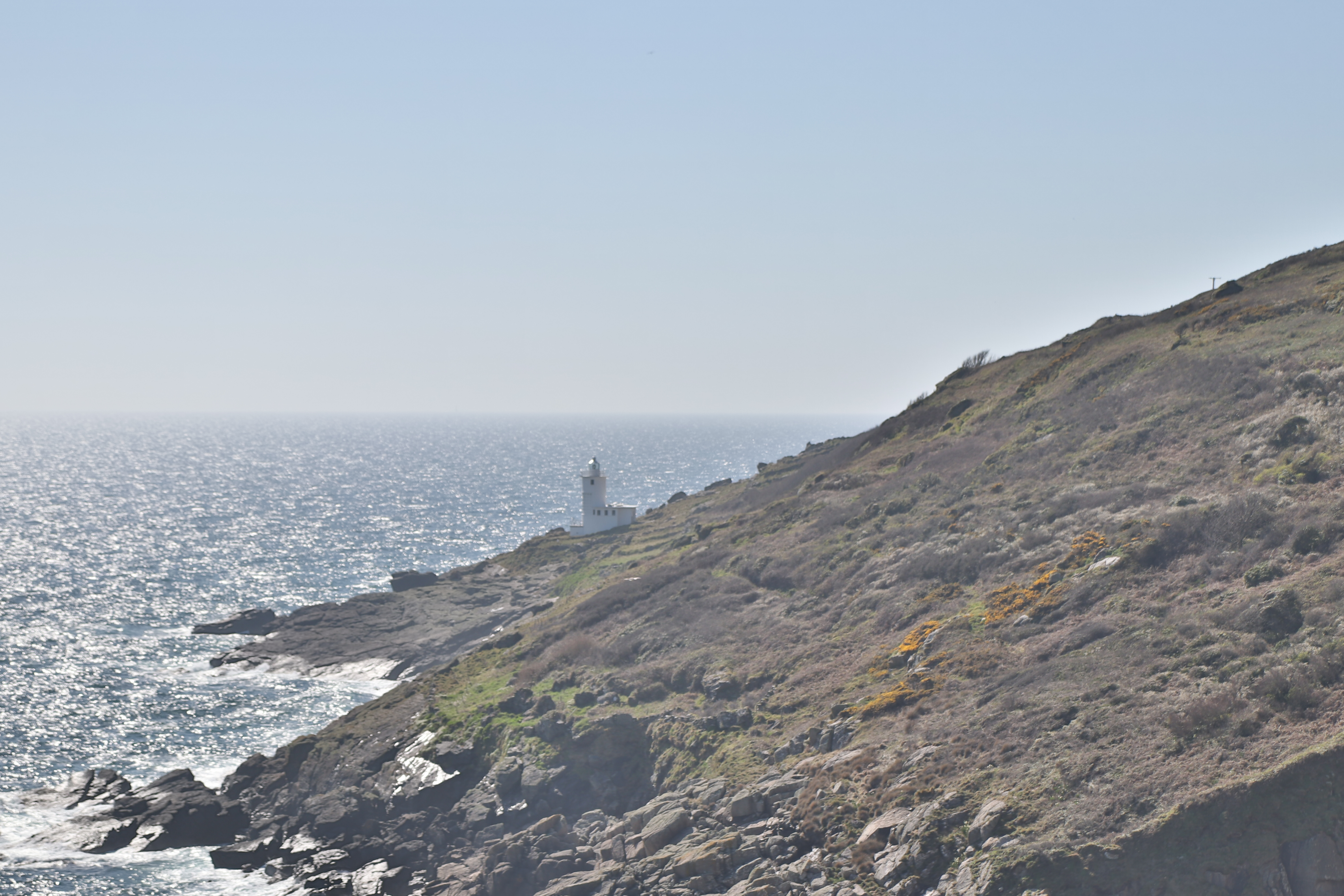
Daleki widok na latarnię Tater Du

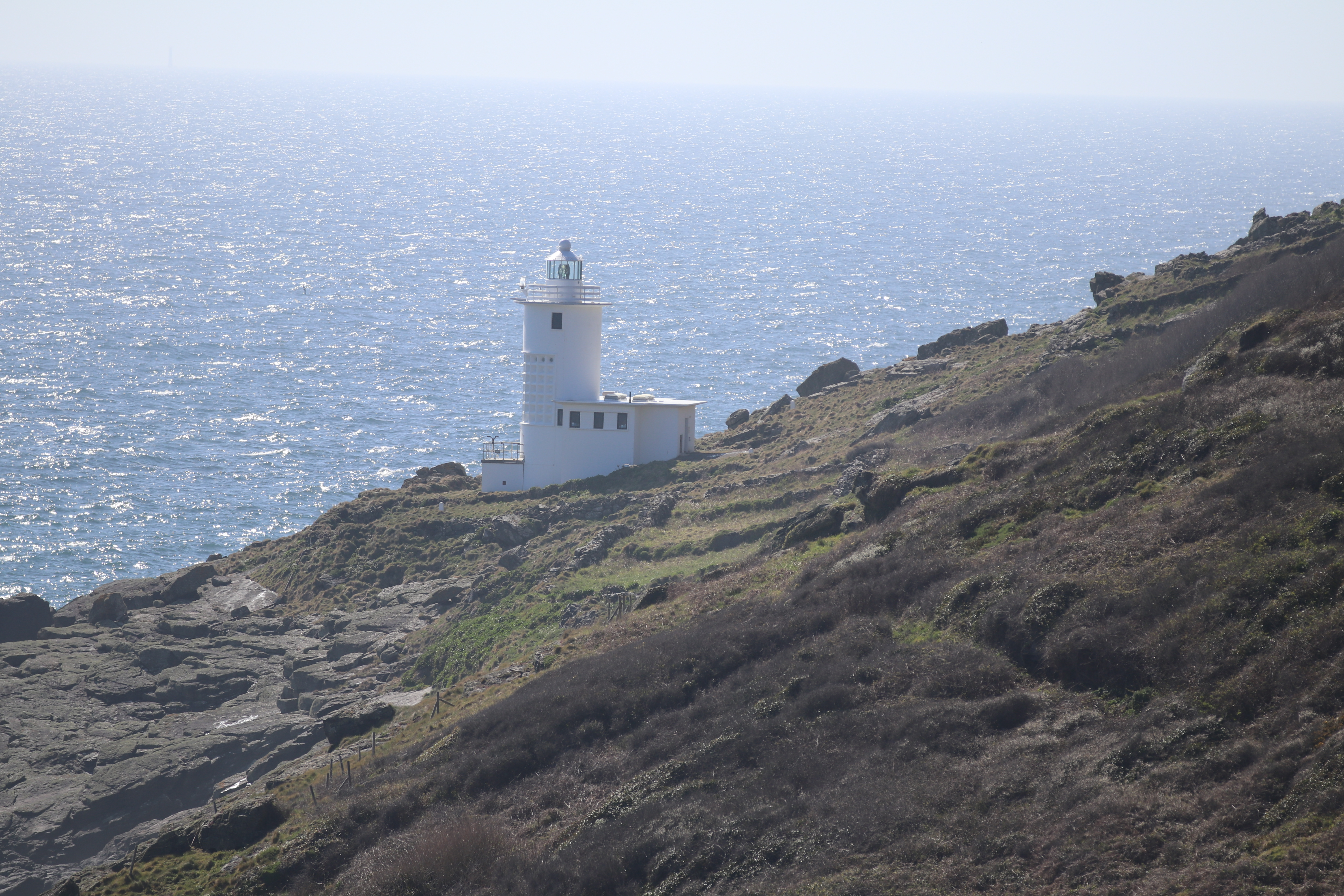
Piękny wygląd latarni morskiej Tater Du

Latarnia morska Tater Du – latarnia morska położona około 3 kilometrów na południowy wschód od wioski St Buryan i około 8 km na południe od Penzance, Kornwalia. 
Latarnia została zbudowana przez Trynity House i oddana do użytku w 1965 roku. Budowa latarni była konsekwencją wypadku, jaki zdarzył się w pobliżu. 23 października 1963 roku w czasie sztormu hiszpański frachtowiec MV „Juan Ferrer” wpadł na pobliskie skały. Z 15-osobowej załogi zginęło 11 marynarzy.
Wieża latarni ma przekrój okrągły i wznosi się na 19 metrów nad poziom gruntu, a lampa usytuowana jest 34 metry nad poziomem morza. Zwieńczona jest laterną oraz galerią. 
W latach 1996–1997 latarnia została zmodernizowana i jest obecnie sterowana z Penzance. Emitowany sygnał świetlny: 3 białe błyski o okresie 15 minut.